# Станція метрополітену
Станція метрополітену — частина інфраструктури метрополітену, призначена для посадки/висадки людей у вагони поїзду метро.

## Історія планування станцій
З перших років існування метрополітену найголовнішим питанням залишалося місце розташування станції. Так,перше метро у світі (Лондонське) було розташоване під землею. Другий у світі метрополітен (Нью-Йоркський) вже мав надземну лінію (не збереглася).
У 1893 році, у Ліверпулі, світ побачив новий тип метро - надземне. Для нього були зведені спеціальні станції, що розташовувалися над землею на опорах. 1901 року такий же тип з'явився у Німеччині. 
З 1920-х років починається активний розвиток метрополітену у світі. Разом із ним змінюються й типи станцій: вони пристосовуються до метротрамваїв та нових метропоїздів.

## Конструкційні особливості станцій
За типом закладення поділяються на поверхові та глибокі; за типом розташування - на підземні, наземні та надземні.
Класифікація за типом станції:
- пілонна;
- однопрогонна;
- колонна глибокого типу;
- колонна поверхового типу;
- односклепінна глибокого типу;
- односклепінна поверхового типу;
- суміжна.

Підземна станція
Станція представлена спеціальною надбудовою, що забезпечує потрапляння до вестибюля. Доставляння пасажирів до платформи забезпечують ескалатори, ліфти (на глибоких станціях) та сходи (на поверхневих станціях). Пропуск пасажирів відбувається через турнікети або вручну.
Також підземні станції облаштовано пунктом охорони правопорядку (міліція, поліція; транспортна поліція), складськими та технічними приміщеннями, виходами до службових вузлів (розворотна гілка).
Наземна станція
Станція розташована на рівні землі, лінія метрополітену підводиться безпосередньо до платформи. Вестибюль станції зводиться між коліями, або з боків (залежно від типу платформи). Система контролю та ж сама.
Надземна станція
Станція зводиться над землею. Залежно від місця розташування доступ пасажирів забезпечують ескалатори, ліфти або сходи. Станція не має жодних надбудов, контроль проводиться турнікетами чи вручну.
Пересадкова станція
Особливий вид станцій, що дозволяє перейти з однієї станції на іншу та змінити гілку метро, не виходячи на поверхню. Пересадкові станції не завжди мають вихід на поверхню. Вони становлять платформу та сходи, що ведуть на платформу іншої станції (наприклад, станція київського метрополітену "Хрещатик"). Також, платформи можуть бути розташовані паралельно в одному вестибюлі, або знаходитися на різних рівнях (такі називають кількаповерховими станціями).
Існує кросплатформний тип пересадки, коли на одній станції зупиняються поїзди різних ліній.

## Типиплатформ
Залежно від колії, платформа може бути острівна чи берегова.
Острівна платформа являє собою одну платформу, розташовану між коліями. З неї пасажир може потрапити на потяг в обидва боки. У великих метрополітенах може бути два "острови". Це дозволяє зробити станцію кросплатформною.
Також, станція може бути кінцево-тупиковою. На ній вихід у тунель знаходиться тільки з одного боку. 
Берегова платформа знаходиться по обидва боки колії. На таких платформах перехід між "берегами" забезпечують у спеціальних пасажирських тунелях під лінію метро або над нею, вихід на поверхню, зазвичай, спільний. Може бути дві колії (одна на кожний напрямок) або одна (у такому випадку, безпеку під час рух поїздів станцією надає диспетчер).